# Aero Club of America

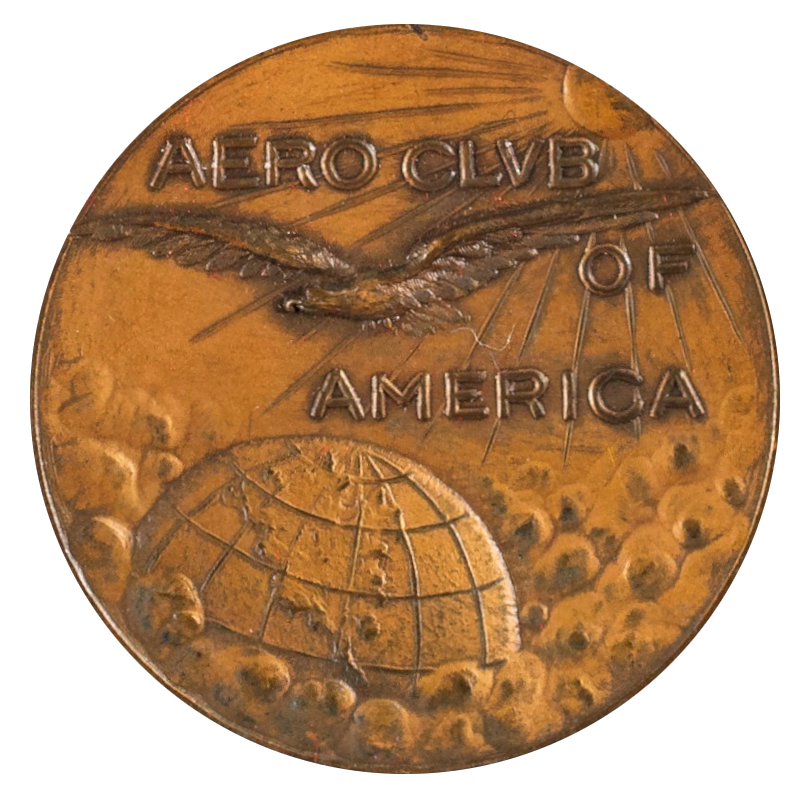

O Aero Club of America (ACA) foi um clube social criado em 1905 por Charles Jasper Glidden e alguns outros com o objetivo de promover a aviação nos Estados Unidos, de forma semelhante ao Aéro-Club de France. O ACA era o membro central da organização, que teve associados a ele vários clubes locais nos estados, sendo o primeiro deles o Aero Club of New England.
Ele emitiu os primeiros brevês de piloto nos Estados Unidos, e a passagem bem sucedida pelo processo de licenciamento do Aero Club of America era obrigatório para os pilotos do Exército até 1914. Ele patrocinou vários show aéreos e competições. Além disso, ofereceu o Troféu Collier para aqueles que se destacavam nas áreas de aeronáutica e astronáutica nos Estados Unidos. Entre 1922 e 1923, ele foi reorganizado como a National Aeronautic Association, que existe até os dias de hoje.

## Notas históricas

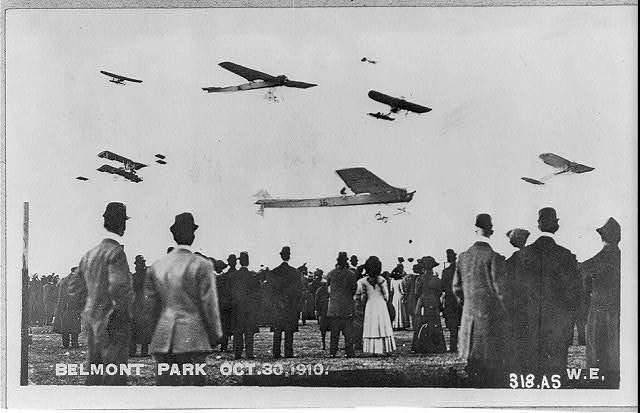
Foto de um evento de 1910 patrocinado pelo
Aero Club of America e descrita como:
"Público observando sete aviões em voo no show aéreo de Belmont Park, Nova Iorque".

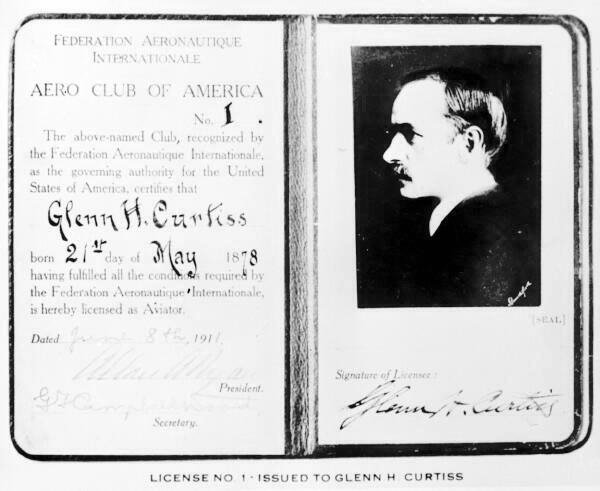
O brevê Nº 1 de Glenn Curtiss, de 18 de junho de 1911.

### Os cinco pioneiros

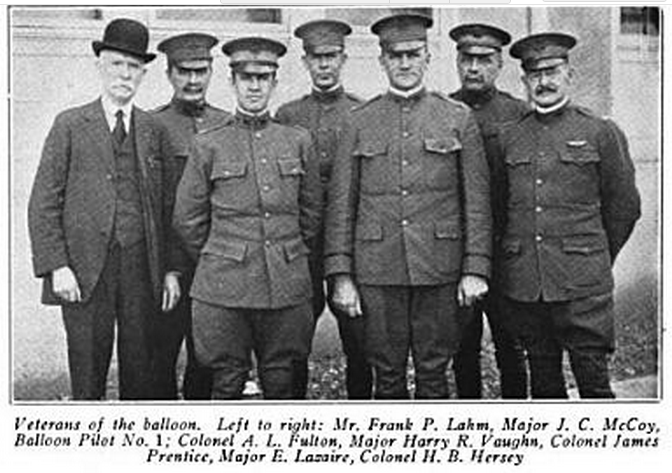
Alguns dos pioneiros, entre eles
Frank P. Lahm, o brevê Nº 2
(primeiro à esquerda).